# Війна світів (радіоспектакль)

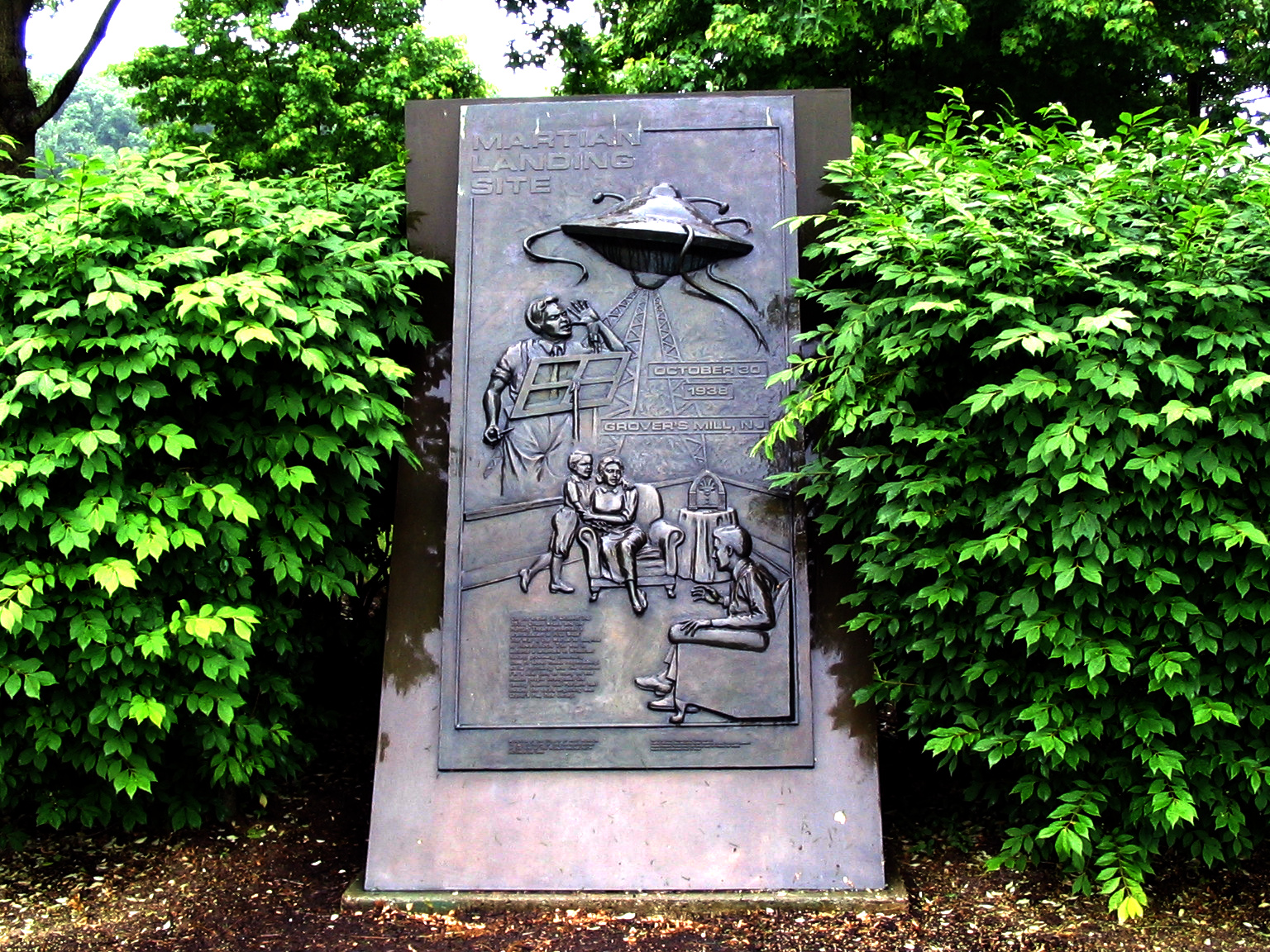
Пам'ятник вигаданому приземленню марсіан, Гроверс-Мілл

«Війна світів» — радіопостановка однойменного роману Герберта Веллса в ефірі станції CBS 30 жовтня 1938 року. Радіослухачі сприйняли спектакль, поставлений Mercury Theatre on the Air під керівництвом Орсона Веллса, за реальний новинний репортаж, в результаті близько 1,2 мільйона жителів північного сходу США повірили в напад марсіан і піддалися паніці.

## Сюжет
Напередодні Хелловіну 1938 артисти Mercury Theatre on the Air вирішили поставити у своїй одногодинній радіопрограмі роман Герберта Веллса «Війна світів», перенісши його дію в Нью-Джерсі 1939 року. На початку один з артистів оголосив про початок радіовистави, після чого пролунав прогноз погоди, а потім почався концерт «Рамона Ракелло і його оркестру» (насправді оркестру під керівництвом Бернарда Германна). Незабаром музику перервало термінове повідомлення, що на Марсі спостерігаються дивні спалахи. Потім нібито відомий професор-астроном Принстона Річард Пірсон (озвучений Орсоном Веллсом) спростовував можливість існування життя на Марсі. Концерт продовжився, але незабаром знову був перерваний спеціальним випуском новин. Репортер CBS Карл Філіпс (Френк Рідік) передавав з місця подій про приземлення металевого циліндра в містечку Гроверс-Мілл округу Мерсер. Незабаром циліндр трансформувався в машину, спопеляючу все навколо тепловими променями. Філіпс щось кричав і намагався загасити мобільну студію, зв'язок перервався. Професор Пірсон почав міркувати про технічний рівень марсіан, потім глава національної гвардії Нью-Джерсі оголосив надзвичайний стан і повів свої частини в бій.
Зброя землян виявилося нездатною протистояти прибульцям, нові смертоносні машини продовжували приземлятися і знищувати людей та інфраструктуру, викликаючи паніку. Неназваний міністр внутрішніх справ (Кенні Делмар) звернувся до нації (радіостанція заборонила зображувати звернення президента Франкліна Рузвельта, але Делмар все одно зображував голос Рузвельта). Незабаром на зв'язок вийшов репортер при артилерійській частині, яку обстрілювали марсіани. Він розповів, що марсіан атакували бомбардувальники, які були знищені променями смерті, хоча і змогли звалити один з апаратів прибульців. Марсіани використовували отруйні гази, і зв'язок знову перервався.
Співробітник CBS (Рей Коллінс) вибрався на дах CBS Building, звідки побачив кілька марсіанських машин, що перетинають річку Гудзон. Він теж відчув отруйний запах, після чого трансляція припинилася. Крізь перешкоди пробився радіоаматор, який намагався зв'язатися хоч з кимось.
Лише в цей момент (приблизно через 40 хвилин після початку постановки) диктор нагадав про вигаданість описуваних подій. Потім професор Пірсон описав завершення атаки прибульців, яких погубила відсутність імунітету до земних бактерій. Наприкінці години Веллс вийшов з образу і привітав слухачів з Хеллоуїном.

## Реакція

### Реакція в США
Постановку слухали близько 6 мільйонів чоловік, і приблизно п'ята частина з них прийняла її за реальний репортаж новин. До того часу, як на 40-й хвилині з'явилося нагадування диктора про радіопостановку, багато хто вже не слухав радіо, і, піддавшись масовій істерії, вимагав від силових відомств покінчити з марсіанами або видати зброю добровольцям. Телефони в той вечір були перевантажені в 5 разів. Частина аудиторії виявилася так неуважна, що повірила в напад прибульців. Люди стверджували, що бачили подібні до блискавок залпи прибульців і відчували запах їх отруйних газів.
Радіопостановку слухали й на Західному узбережжі. В її кульмінаційний момент вийшла з ладу електростанція містечка Конкрет в штаті Вашингтон; жителі Конкрету не сумнівалися, що лінії електропередачі знищені наступаючими марсіанами.
Незабаром страх слухачів змінився гнівом, зверненим на CBS. Багато хто з них подали до суду з вимогами компенсації моральної шкоди. Всі вони були відхилені, але Орсон Веллс наполіг на компенсації матеріальної шкоди чоловікові, який зіпсував свої нові туфлі, тікаючи від марсіан.
Протягом місяця після постановки в газетах з'явилося близько 12 500 публікацій, пов'язаних з нею. Газети критикували радіостанції, в тому числі через побоювання, що новий вид ЗМІ витіснить їх.

### Реакція в інших країнах
В Еквадорі, після загальної паніки, що виникла 12 лютого 1949 року через трансляцію «Війни світів», коли люди зрозуміли, що це була лише радіовистава, натовп спалив місцеву радіостанцію.
Адольф Гітлер згадував паніку після «Війни світів» як приклад занепаду демократичної системи.

## Інші постановки «Війни світів»
Постановка Орсона Веллса була однією з перших, що викликали такий резонанс, радіостанції намагалися повторити цей ефект. Тому після японської атаки на Перл-Гарбор частина слухачів вирішила, що радіостанції знову влаштували розіграш.
У 1988 році п'ятдесятиріччя радіопостановки було відзначено в Гроверс-Мілл «марсіанським фестивалем», ще через 10 років там було встановлено пам'ятник.